# Краснофлотское (Акмолинская область)
Краснофло́тское (каз. Краснофлотское) — село в Енбекшильдерском районе Акмолинской области Казахстана, образует административно-территориальное образование «Село Краснофлотское» со статусом сельского округа (соответствующий 3-му уровню административно-территориальной единицы).
- Код КАТО — 114541100[3].
- Код КАТО АТЕ — 114541000[4].

## География
Село расположено в северной части района, на расстоянии примерно 58 километров (по прямой) к северо-востоку от административного центра района — города Степняк.
Абсолютная высота — 207 метров над уровнем моря.
Климат холодно-умеренный, с хорошей влажностью. Среднегодовая температура воздуха положительная и составляет около +3,4°С. Среднемесячная температура воздуха в июле достигает +19,9°С. Среднемесячная температура января составляет около −15,6°С. Среднегодовое количество осадков составляет около 430 мм. Основная часть осадков выпадает в период с июня по август.
Ближайшие населённые пункты: село Заозёрное — на западе.

## История
В 1989 году село являлось административным центром Краснофлотского сельсовета (сёла Краснофлотское, Белагаш, Булакты-Шилик) в составе Кокчетавской области.
В периоде 1991—1998 годов:
- Краснофлотский сельсовет был преобразован в сельский округ;
- сёла Арай, Кайнар были переданы в состав сельского округа из Кайнарского сельского округа
- после упразднения Кокчетавской области вместе с районом и сельским округом было включено в состав Акмолинской области.

Постановлением акимата Акмолинской области от 17 июня 2009 года № а-7/264 и решением Акмолинского областного маслихата от 17 июня 2009 года № 4С-15-9 село Кайнар было упразднено и исключено из учётных данных в связи с выездом всех жителей.
Постановлением акимата Акмолинской области от 10 декабря 2009 года № а-13-532 и решением Акмолинского областного маслихата от 10 декабря 2009 года № 4С-19-5, сёла Арай, Белагаш были переведены в категорию иных поселений и были включены в состав села Краснофлотское.
В связи с этим, согласно закону Республики Казахстан касаемо административно-территориального устройства, Краснофлотский сельский округ был преобразован (упразднён) и переведён в категорию села Краснофлотское с образованием отдельного административно-территориального образования (сельского акимата) «Село Краснофлотское» на базе Краснофлотского сельского округа соответственно.

## Население
В 1989 году население села составляло 1439 человек (из них русские — 37 %, казахи — 35 %).
В 1999 году население села составляло 656 человек (326 мужчин и 330 женщин). По данным переписи 2009 года, в селе проживали 352 человека (163 мужчины и 189 женщин).
| Численность населения | Численность населения | Численность населения |
| 1989                  | 1999                  | 2009                  |
| --------------------- | --------------------- | --------------------- |
| 1439                  | ↘656                  | ↘352                  |

## Улицы[11]
В селе имеются 3 улицы:
- ул. Енбек
- ул. Мектеп
- ул. Орталык